# Eriogonum arcuatum
Eriogonum arcuatum är en slideväxtart som beskrevs av Edward Lee Greene. Eriogonum arcuatum ingår i släktet Eriogonum och familjen slideväxter.

## Underarter
Arten delas in i följande underarter:
- E. a. rupicola
- E. a. xanthum